# Spiny (Pologne)
Pour les articles homonymes, voir Spiny.
Spiny est une localité polonaise de la gmina de Pakosławice, située dans le powiat de Nysa en voïvodie d'Opole.